# اليوم العالمي للتمريض

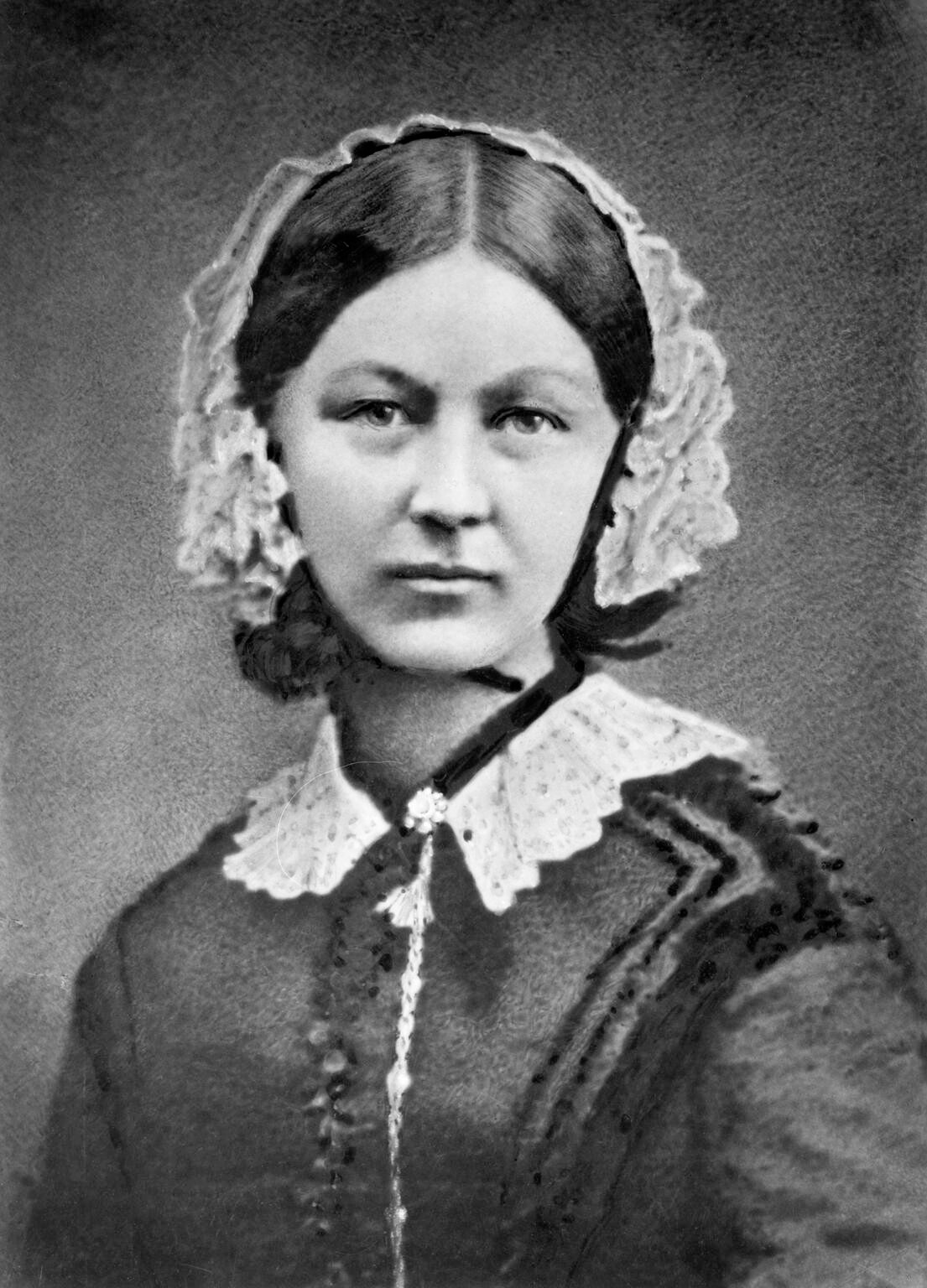
تم اختيار يوم 12 مايو للاحتفال بيوم الممرضين حيث أنه يوافق الذكرى السنوية لميلاد فلورنس نايتينجيل التي اشتهرت بأنها مؤسسة التمريض الحديث

يتم الاحتفال بـالأسبوع العالمي للتمريض (IND) في جميع أنحاء العالم في الثاني عشر من مايو من كل عام، للإشارة إلى إسهامات الممرضين في المجتمع.

## خلفية تاريخية
يحتفل المجلس الدولي للتمريض (ICN) بهذا اليوم منذ عام 1965. حيث اقترحت دوروثي ساذرلاند، مسؤول وزارة الصحة والتعليم والرعاية الاجتماعية الأمريكية في عام 1953 ، على الرئيس دوايت أيزنهاور إعلان «يوم للممرضين» ولكنه لم يوافق.
وفي يناير عام 1974، تم اختيار يوم 12 مايو للاحتفال بيوم الممرضين حيث أنه يوافق الذكرى السنوية لميلاد فلورنس نايتينجيل التي اشتهرت بأنها مؤسسة التمريض الحديث. وفي كل عام، يستعد المجلس الدولي للتمريض لهذا اليوم، ويقوم بتوزيع مجموعة الأدوات الخاصة بيوم التمريض العالمي. وتتضمن هذه المجموعة مواد المعلومات التربوية والعامة كي يستخدمها الممرضين في كل مكان.
وفي عام 1999، صوَّت الاتحاد البريطاني للقطاع العام يونيسون علي طلب مقدم للمجلس الدولي للتمريض لتغيير موعد هذا اليوم الي موعد آخر، حيث إنهم يرون أن نايتينجيل لا تمثل التمريض الحديث.
واعتبارًا من عام 1998، خُصص الثامن من مايو ليكون اليوم الوطني السنوي لطلبة التمريض. ومنذ عام 2003، تم تخصيص يوم الأربعاء في أسبوع التمريض الوطني الذي يقع بين يومي 6 و12 مايو، ليصبح يوم مدرسة التمريض الوطني.

## احتفالات المملكة المتحدة
في كل عام، تنعقد صلاة في دير وستمنستر في لندن. وخلال الصلاة، يتم أخذ مصباح رمزي من مصلى الممرضات في الدير ويسلم من ممرضة لأخرى، ثم إلى رئيس الكاتدرائية، الذي يضعه على مذبح الكنيسة العالي. وهذا يمثل انتقال أو مرور المعرفة من ممرضة لأخرى. وفي كنيسة سانت مرغريت في شرق ويلو في هامبشر، حيث دفنت فلورنس نايتينجيل، تقام أيضًا الصلاة يوم الأحد بعد عيد ميلادها.

## الأفكار الرئيسية
الأفكار الرئيسية التي استخدمها المجلس الدولي للممرضات في الاحتفال بيوم الممرضات العالمي هي:
- 1988- الأمومة الآمنة
- 1989 - الصحة المدرسية
- 1990 - الممرضات والبيئة
- 1991 - الصحة النفسية - الممرضات في العمل
- 1992 - الشيخوخة الصحية
- 1993 - الجودة، والتكاليف، والتمريض
- 1994 - الأسرة موفورة الصحة هي اللبنة للأمة التي تتمتع بصحة جيدة
- 1995 - صحة المرأة: الممرضات يمهدن الطريق
- 1996 - صحة أفضل من خلال أبحاث التمريض
- 1997 - شباب أصحاء = مستقبل مشرق
- 1998 - الشراكة من أجل صحة المجتمع
- 1999 - الاحتفال بتاريخ التمريض، والتطلع إلى المسقبل
- 2000 - الممرضات - دائمًا في خدمتك
- 2001 - الممرضات، دائمًا في خدمتك: متحدات ضد العنف
- 2002 - الممرضات دائمًا في خدمتك: لتقديم الرعاية للأسر
- 2003 - الممرضات: يكافحن وصمة عار الإيدز، ويعملن من أجل الجميع
- 2004 - الممرضات: يعملن مع الفقراء ضد الفقر
- 2005 - ممرضات من أجل سلامة المرضى: مكافحة الأدوية المزيفة والعلاج المتدني
- 2006 - التوظيف السليم الآمن ينقذ الأرواح
- 2007 - بيئات الممارسة الإيجابية: جودة أماكن العمل = ضمان جودة الرعاية للمريض
- 2008 - نوعية الخدمة المقدمة وخدمة المجتمعات: ممرضات رائدات في الرعاية الصحية الأولية
- 2009 - نوعية الخدمة المقدمة وخدمة المجتمعات: ابتكارات الممرضات الرائدة في مجال الرعاية
- 2010 - نوعية الخدمة المقدمة وخدمة المجتمعات: ممرضات رائدات في مجال رعاية الأمراض المزمنة
- 2011 - سد الفجوة: زيادة إمكانية الوصول إلى خدمات التمريض والمساواة بين الجميع
- 2012 - سد الفجوة: من الدليل إلى العمل
- 2013 - سد الفجوة: الأهداف الإنمائية للألفية

- 2014 - الممرضات: قوة للتغيير - مورد حيوي للصحة
- 2015- الممرضات: قوة للتغيير: رعاية فعّالة، وفعّالة من حيث التكلفة
- 2016- الممرضات: قوة للتغيير: تحسين مرونة النظم الصحية مرونة[7]
- 2017 - الممرضات: صوتٌ قيادي - تحقيق أهداف التنمية المستدامة
- 2018 - الممرضات: صوتٌ قيادي - الصحة حقٌّ من حقوق الإنسان
- 2019- الممرضات: صوتٌ قيادي - الصحة للجميع
- 2020- الممرضات: صوتٌ قيادي - التمريض نحو الصحة في العالم.[8]
- 2021 - الممرضات: صوتٌ للقيادة - رؤيةٌ لمستقبل الرعاية الصحية
- 2022 - الممرضات: يُحدثن فرقًا
- 2023 - ممرضاتنا. مستقبلنا.
- 2024 - ممرضاتنا، مستقبلنا: القوة الاقتصادية للرعاية.
- 2025 - ممرضاتنا، مستقبلنا: رعاية الممرضات تُعزز الاقتصاد.[9]

## أسبوع التمريض في كندا والولايات المتحدة
تحتفل الولايات المتحدة وكندا كل عام بأسبوع التمريض الوطني في الفترة من 9-15 مايو. ولقد تقرر الاحتفال بهذا الأسبوع في الولايات المتحدة في عهد الرئيس ريتشارد نيكسون عام 1974. فيما قرر وزير الصحة في كندا الاحتفال بأسبوع التمريض الوطني عام 1985.

## الاحتفالات الأسترالية
تم الإعلان عن ممرضة أستراليا لهذا العام في حفل أقيم في واحدة من مدن عاصمة الولاية. بالإضافة إلى ذلك، تُجرى في كل الولايات والأقاليم الأسترالية، احتفالات التمريض المختلفة على مدار هذا الأسبوع.